# Dansk blåmossa
Dansk blåmossa (Leucobryum juniperoideum) är en bladmossart som beskrevs av C. Müller 1845. Enligt Catalogue of Life ingår Dansk blåmossa i släktet Leucobryum och familjen Dicranaceae, men enligt Dyntaxa är tillhörigheten istället släktet Leucobryum och familjen Leucobryaceae. Enligt den svenska rödlistan är arten otillräckligt studerad i Sverige. Arten förekommer i Götaland och Öland. Artens livsmiljö är skogslandskap. Inga underarter finns listade i Catalogue of Life.

## Bildgalleri

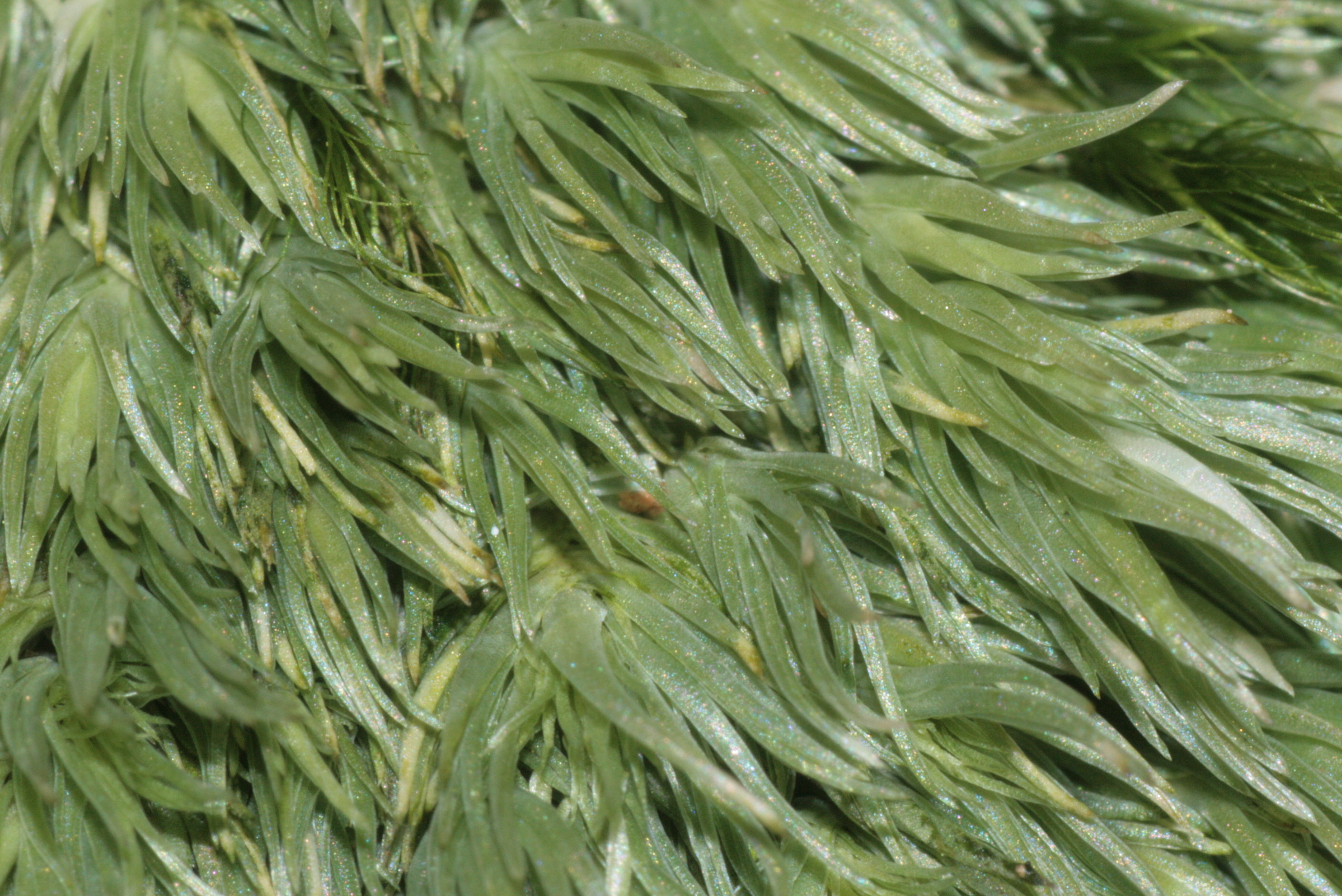
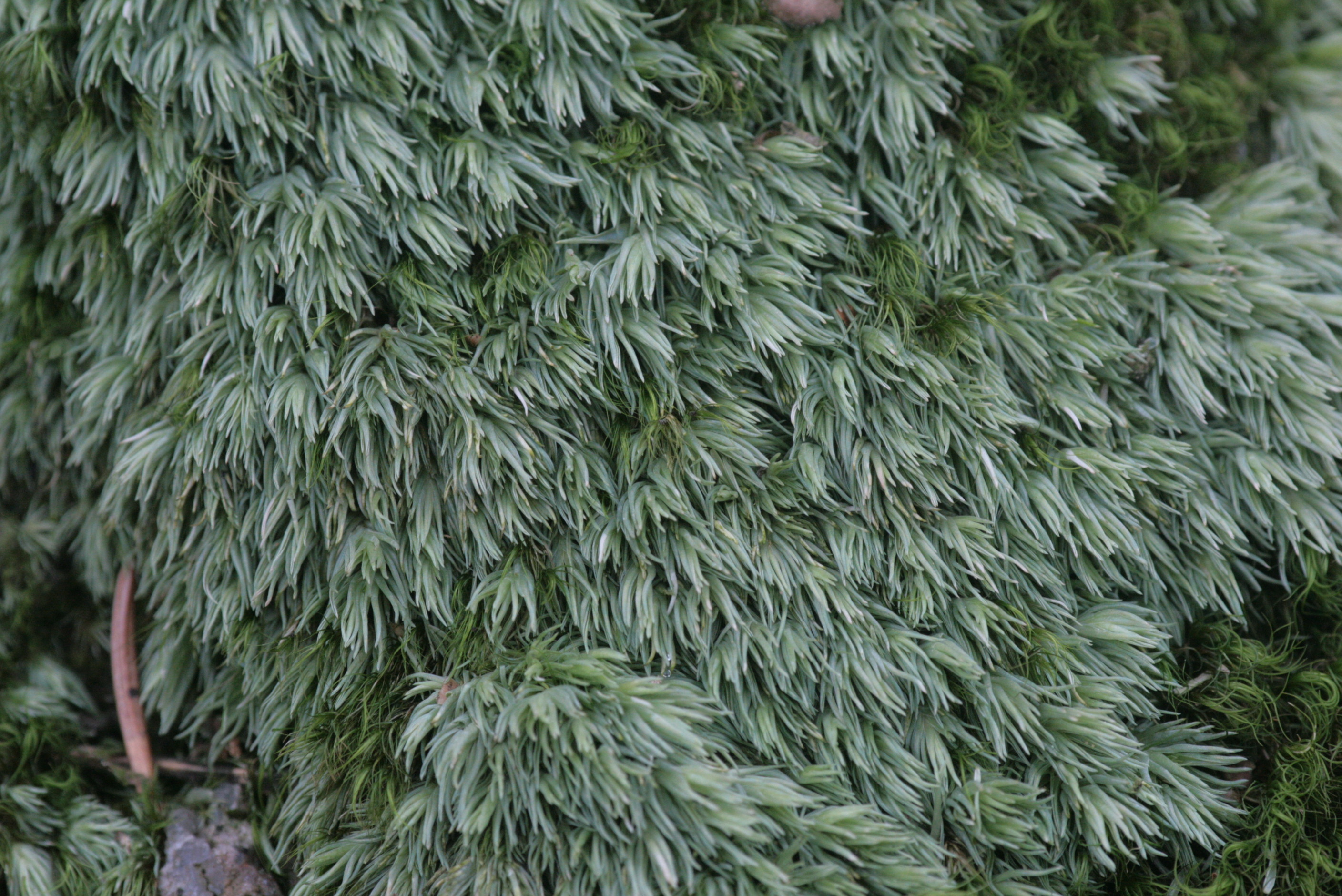
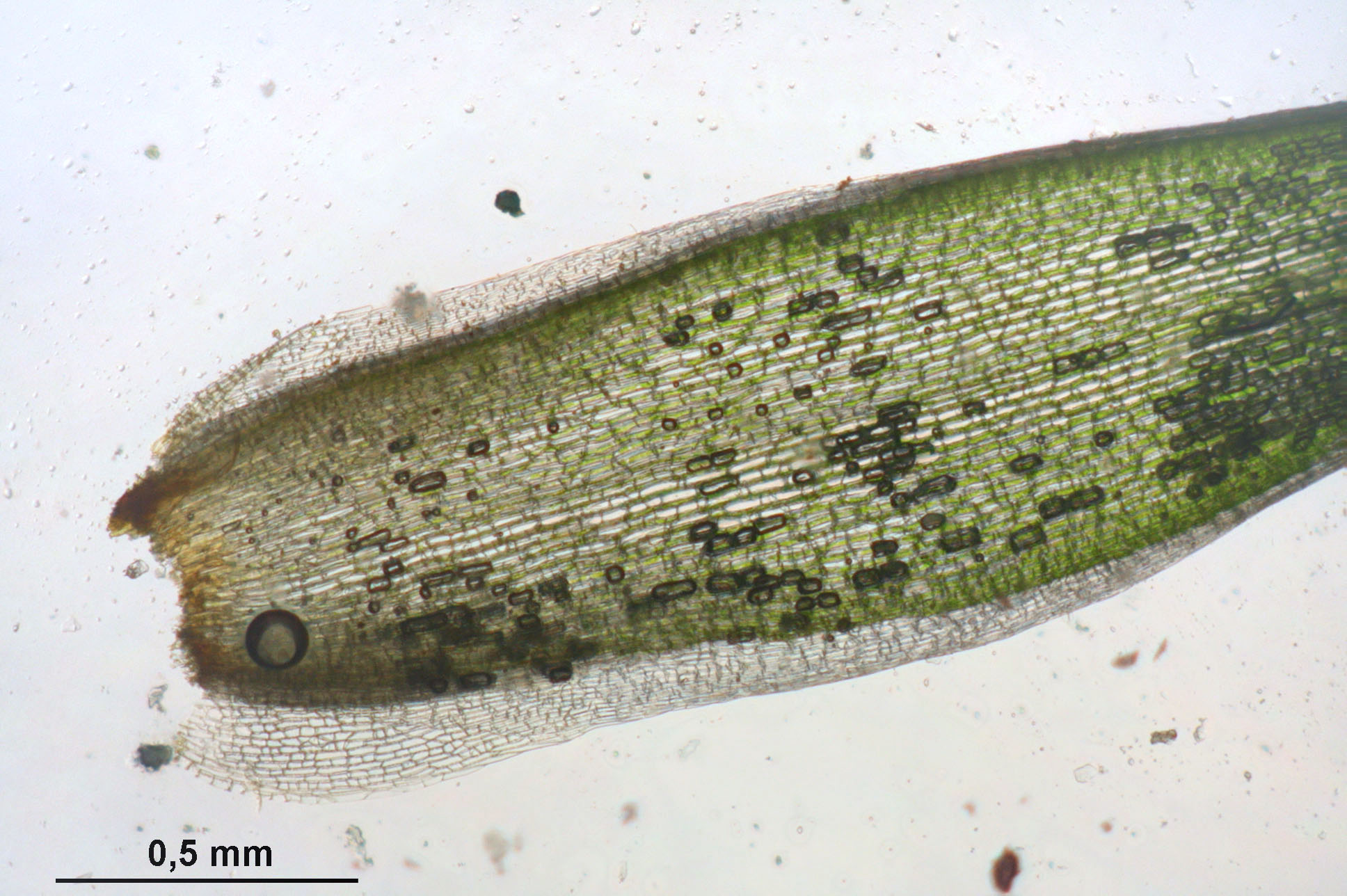
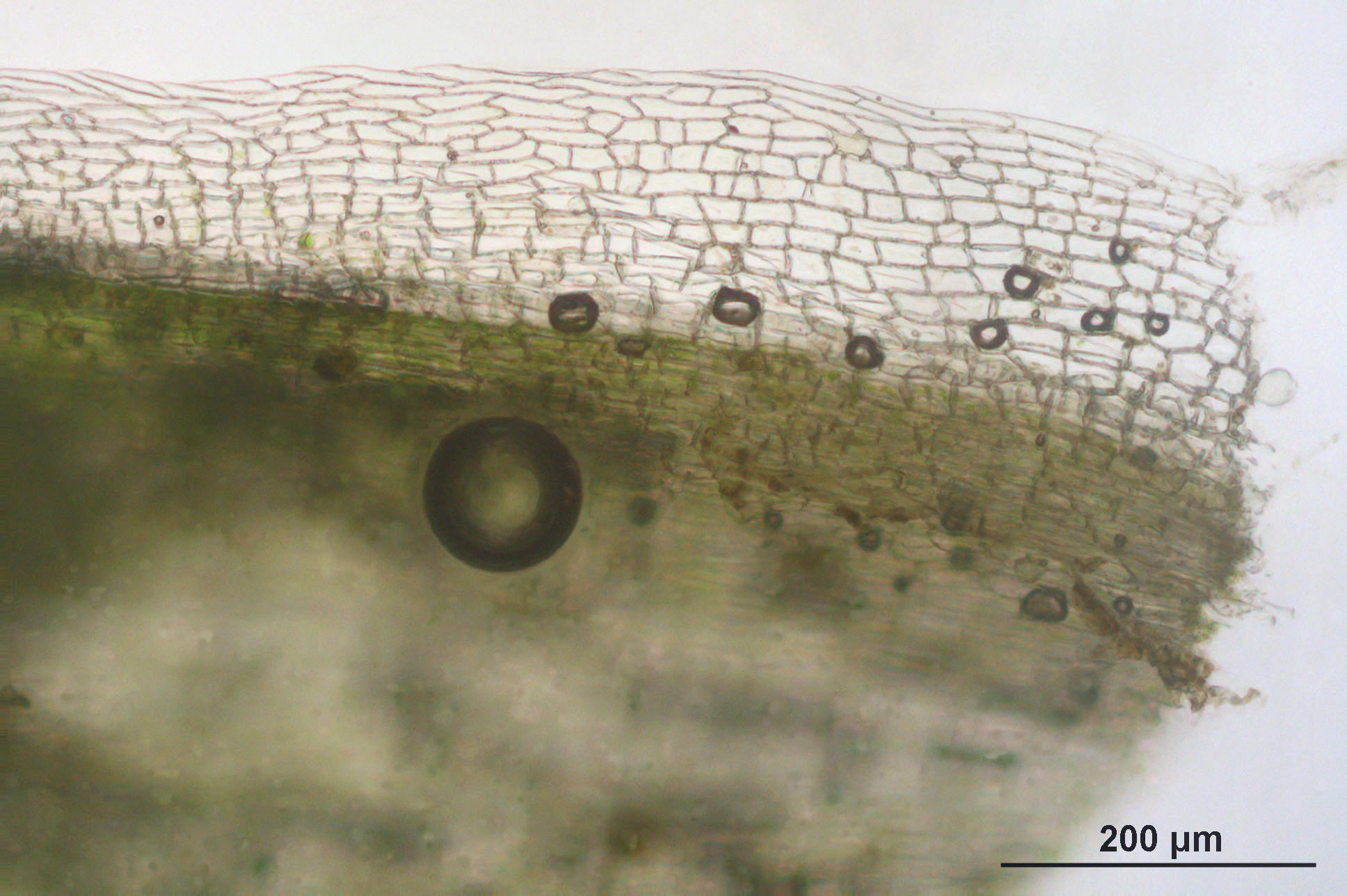